# Sightseeing
Sightseeing er en form for turisme, hvor man som turist ser på seværdighederne (eng. sight="seværdighed") i en by, et område eller et land. Sightseeing sker ofte i forbindelse med rejser til udlandet, men sightseeing i ens eget land eller by kan også forekomme. Der vil typisk være en guide med til en sightseeing, der kan fortælle om de ting, som man ser undervejs.
Sightseeing i byer foregår enten til fods (ved såkaldte byvandringer), med bus, hestevogn eller med båd, mens der bliver fortalt om bygninger, monumenter og steder undervejs på ruten. Navnlig ved byvandring kan en bøger om området benyttes som guide og til at finde ruter. Der findes særlige sightseeing-turer med specielt fokus på eksempelvis kirker, slotte, kunst, museer eller bestemte perioder eller begivenheder.

## Galleri
- Sightseeingbåd i København
- Sightseeingbus i London.
- Sightseeing fra hestevogn.
- Tagvandring i Stockholm.